# Burn It Blue
Burn It Blue ist ein Lied aus dem Jahre 2002, das für den Film Frida von Elliot Goldenthal (Musik) und Julie Taymor (Text) geschrieben wurde. Es wird von Caetano Veloso und Lila Downs gesungen.

## Das Lied und der Film
Mit Burn It Blue startet im Film der Abspann. Wie Elliot Goldenthal 2002 erklärte, versuchte er, Motive aus dem ganzen Film, besonders aber der vorhergehenden Szene (mit dem Song Burning Bed) in dieses Lied zu integrieren. Es spiegele sowohl die zeremonielle Einäscherung Fridas als auch die Romantik, die es immer zwischen Frida und Diego gegeben habe, wider. Dadurch wird Burn It Blue auch zu einem Trauergesang für Frida. Dies zeigen auch die Zeilen Burn this house / burn it blue / heart running on empty / so lost without you (wörtlich übersetzt: Verbrenne dieses Haus / verbrenne es blau/Herz, das am Ende ist / so verloren ohne dich), mit denen der Text sowohl beginnt als auch endet.
Burn It Blue ist ein zweisprachiges Duett. Caetano Veloso singt dabei den englischsprachigen Teil, Lila Downs vor allem den spanischsprachigen. Sie begleitet Caetano Veloso aber auch manchmal auf Englisch. Goldenthal bezeichnete die Zweisprachigkeit als Dankeschön an die Nachbarn im Süden Amerikas. Dies wurde als reine Geste ausgelegt, die dem Leben Frida Kahlos nicht entspreche. Das sehe man auch daran, dass der spanische Text nichts Neues bringe, da er nichts als eine Übersetzung des englischen Textes sei.

## Auszeichnungen
Burn It Blue wurde für den Oscar in der Kategorie Bester Song nominiert, verlor aber gegen Lose Yourself aus dem Film 8 Mile. Das Lied war 2003 auch für den World Soundtrack Award in der Kategorie Bester Song geschrieben für einen Film nominiert, verlor aber gegen The Hands That Built America aus dem Film Gangs of New York.